# SS Palo Alto
El SS Palo Alto fue un buque de hormigón construido como petrolero al final de la Primera Guerra Mundial. Terminado demasiado tarde para entrar en servicio en la guerra, permaneció inactivo hasta 1929, cuando fue encallado intencionadamente frente a la playa estatal de Seacliff, en la bahía de Monterrey, pasando a formar parte de un complejo de ocio en un muelle de recreo. Allí fue reacondicionado como barco de diversión, con comodidades que incluyen una pista de baile, una piscina y una cafetería. Palo Alto resultó dañado por el mar, por lo que fue desguazado y utilizado únicamente como muelle pesquero. En décadas posteriores, el mar lo ha destrozado aún más, pero grandes partes de sus restos permanecen intactas.

## Hundimiento

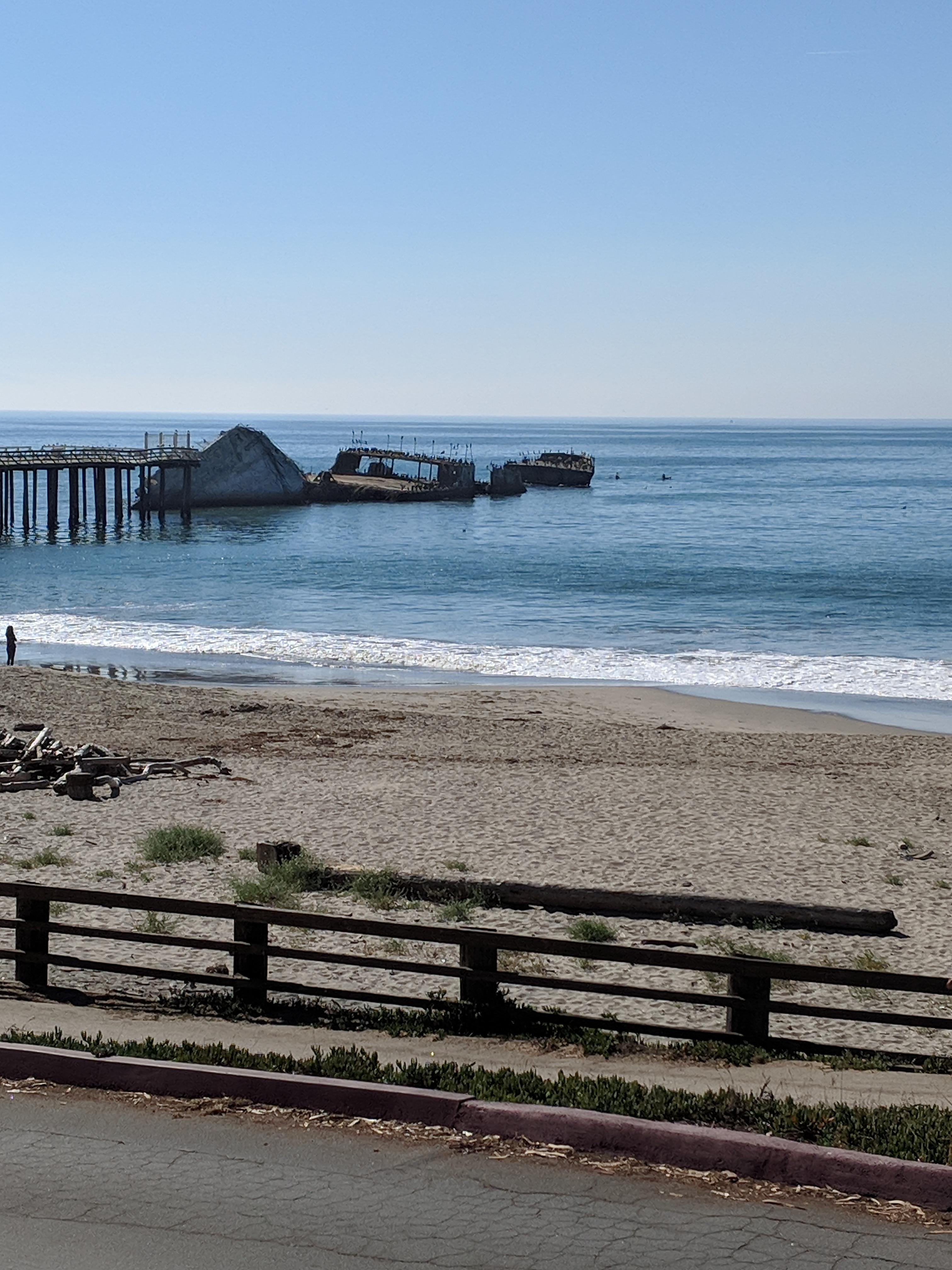
El Palo Alto en el año 2018 visto desde la playa.

Palo Alto estuvo inactivo en Oakland hasta 1929, cuando fue comprada por Seacliff Amusement Corporation y remolcada a Seacliff State Beach en Aptos, California. Se construyó un muelle que conducía al barco en 1930, y lo hundieron unos pocos pies en el agua para que su quilla descansara en el fondo. Allí fue reacondicionado como barco de diversión, con comodidades que incluyen una pista de baile, una piscina y una cafetería.
La empresa quebró dos años después durante la Gran Depresión y el barco se partió por la mitad durante una tormenta invernal. El Estado de California compró el barco, y lo despojaron de sus accesorios y lo dejaron como muelle de pesca. Fue un sitio popular para la pesca deportiva, pero finalmente se deterioró hasta el punto de que ya no era seguro para este propósito y se cerró al público en 1950. Tras un intento de restauración en la década de 1980, Reabierto a la pesca durante algunos años y luego cerrado nuevamente. El muelle pesquero volvió a abrirse al tráfico peatonal en el verano de 2016, pero luego cerró por reparaciones.

## Galería

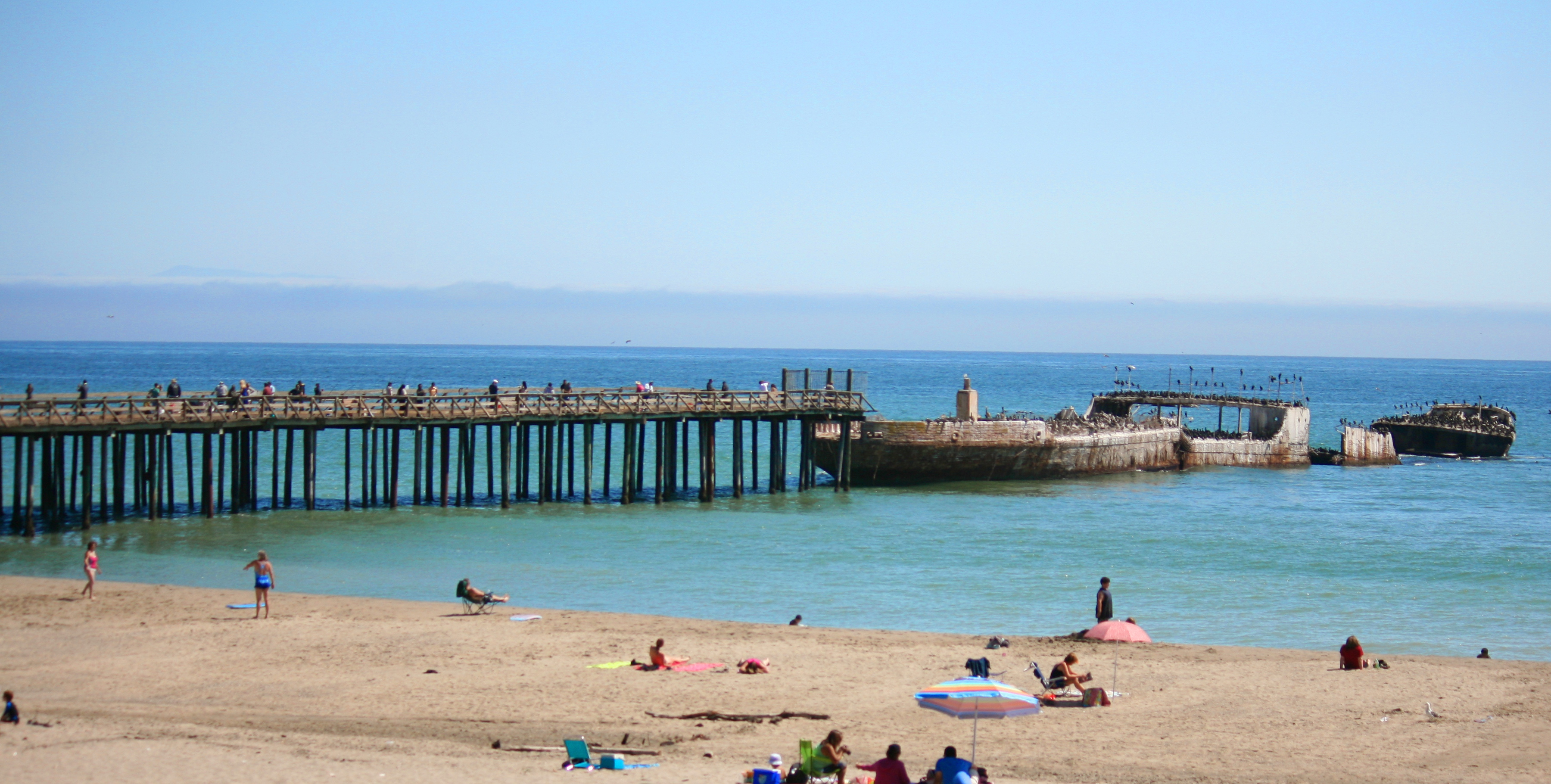
SS Palo Alto en julio de 2012.
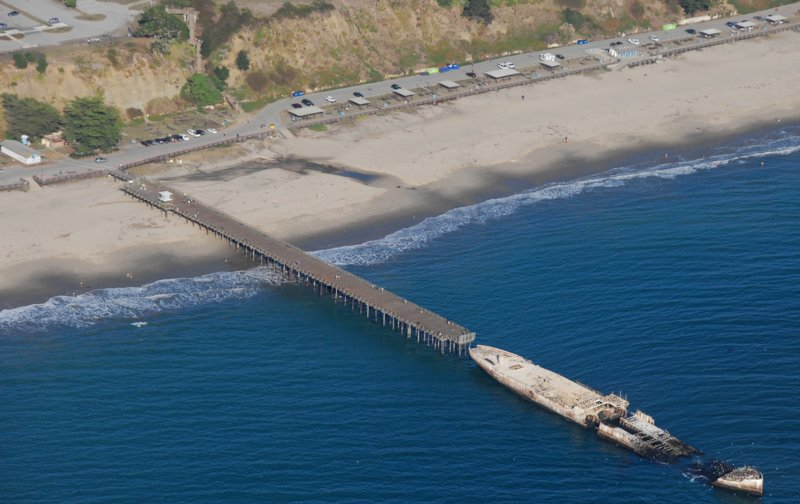
Una vista aérea de los restos del naufragio Palo Alto en 2013.
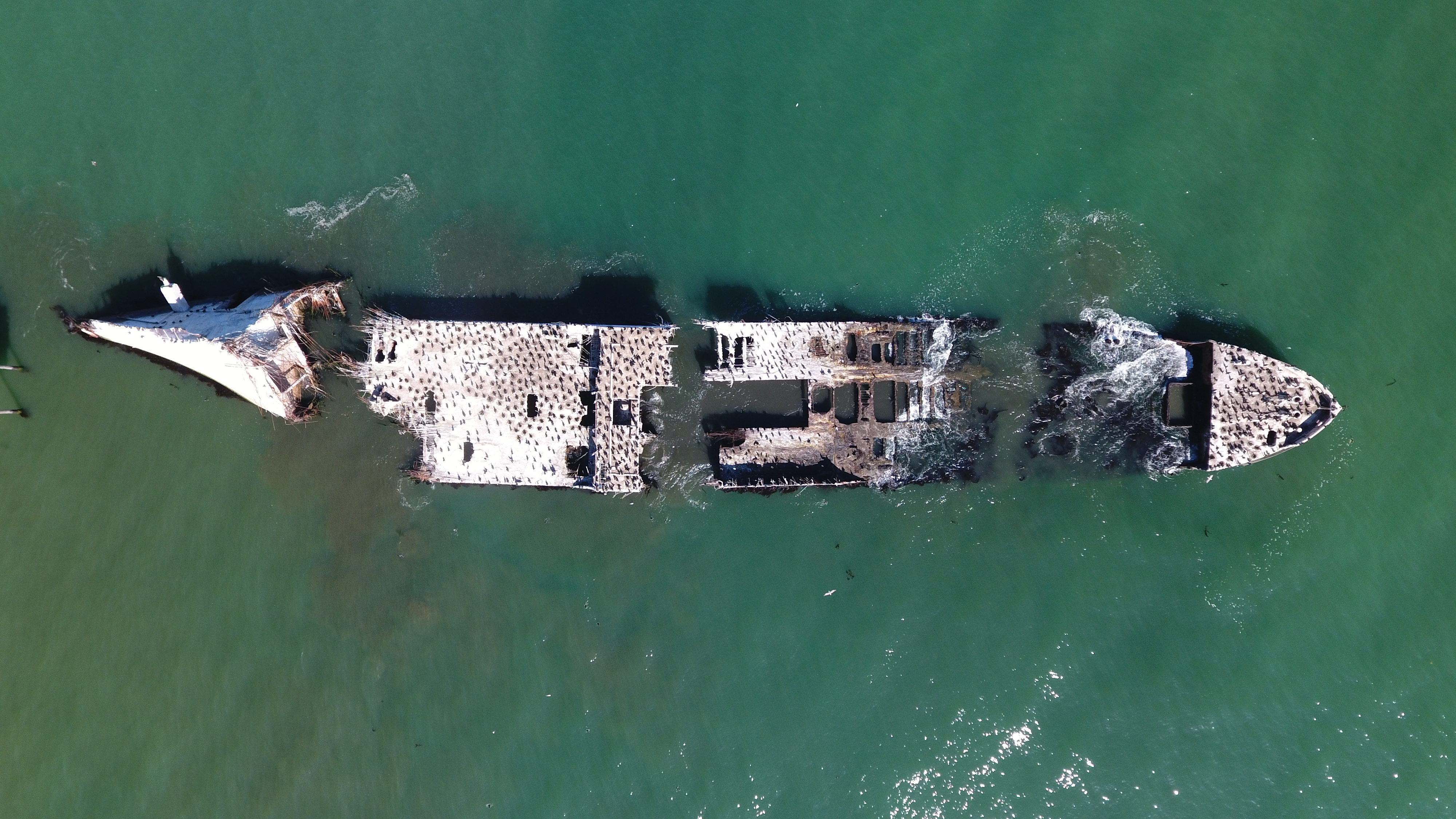
Vista aérea de SS Palo Alto en julio de 2019.
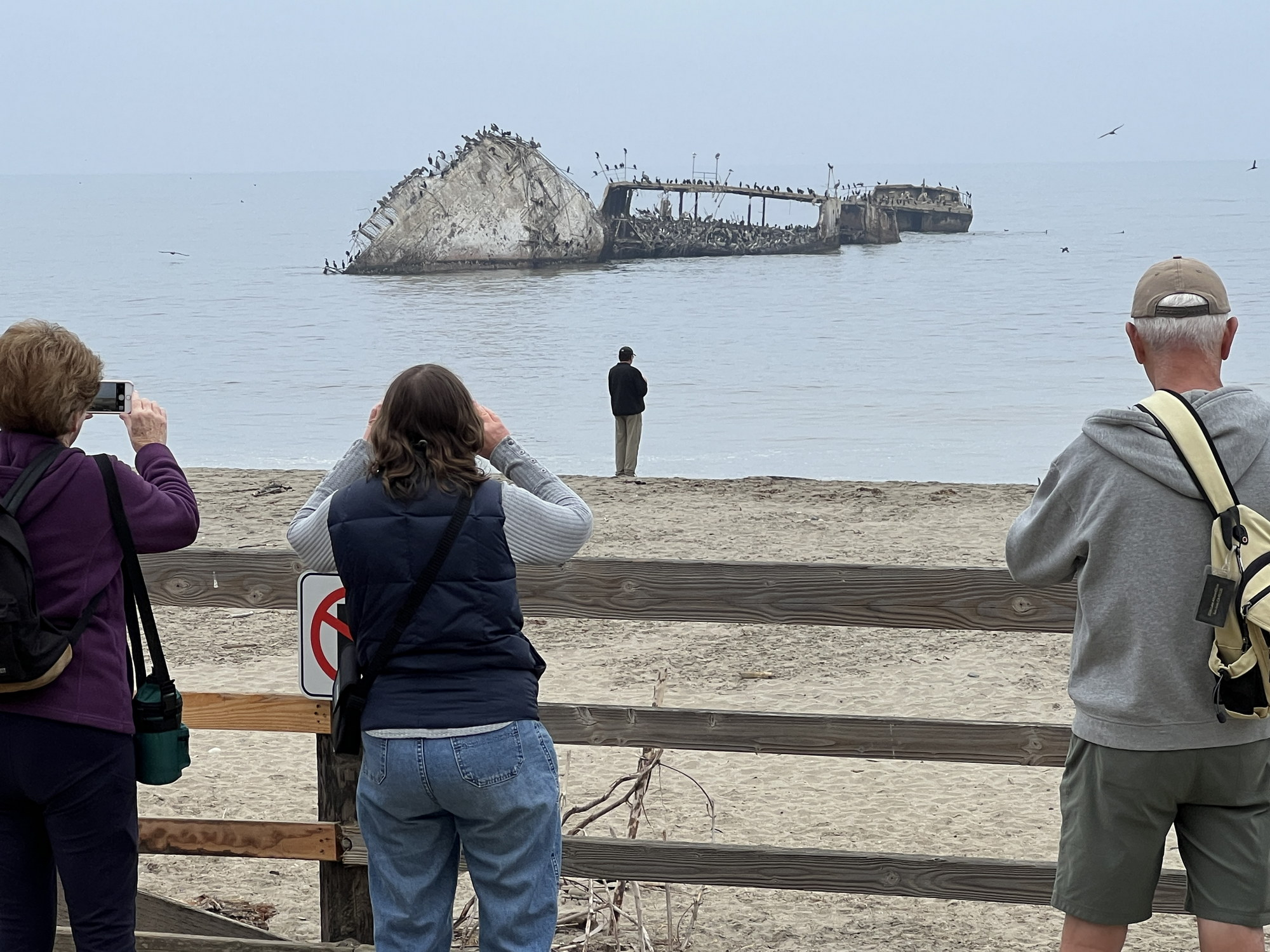
SS Palo Alto y el muelle pesquero que lo conecta fueron azotados por las tormentas invernales de 2022-23. El barco se deterioró aún más y se consideró que el muelle no podía repararse y se retiró en abril de 2023.